# Клеменс Буш
Клеменс Август Буш (10 травня 1834, Кельн, Рейнська провінція, Королівство Пруссія — 25 листопада 1895, Берн, Швейцарія) — німецький державний і політичний діяч, Статс-секретар імперського відомства закордонних справ (1881).

## Біографія
Народився у сім'ї диригента Йоганна Міхаеля Буша (1802–1864) і його дружина Барбари Філіпарт (1800–1883). Вивчав право та політологію, а також східні мови в університетах Бонна та Берліна. В 1861 був направлений в прусську місію в Константинополі для навчання дипломатичній службі.
У 1872 р. призначений радником дипломатичної місії та консулом у Санкт-Петербурзі, у 1874 р. працював у політичному відділі міністерства закордонних справ Пруссії, а у 1877 р. знову був призначений у німецьку місію в Константинополі. З 1879 по 1881 рр. був генеральним консулом кайзерівської Німеччини в Будапешті.
У 1880 р. повернувся до Берліна і очолив Східний відділ міністерства закордонних справ, у 1881 р. отримав новостворену посаду заступника статс-секретаря імперського відомства закордонних справ. З 25 червня по 16 липня 1881 р. виконував обов'язки статс-секретаря в Міністерстві закордонних справ, змінивши на цій посаді Фрідріха цу Лімбурга-Штірума. Його наступником став попередній посол у Константинополі Пауль фон Гацфельдт.
Представляв німецьку думку і політику Бісмарка на конференції з Конго 1884-1885 рр. у Берліні, головував на конференції від імені рейхсканцлера і підписав заключні акти 26 лютого 1885 року.
З 1884 р. - член Державної ради, в 1885 був призначений посланцем в Бухаресті, їздив в тій же якості в Стокгольм в 1888 р. і в Берн в 1892 році.
Похований на Бремгартенському цвинтарі Берна.

## Сім'я
У 1875 році він одружився в Берліні з Марго Бендеманн (1850–1938), вдовою Юстуса Фрідлендера (1835–1873), німецького консула в Константинополі та сестрою прусського генерал-лейтенанта Ганса Бендеманна (1852–1914). Він усиновив свого пасинка Фелікса Еміля Йоганнеса Фрідлендера, як Фелікса Буша. У пари було кілька дітей, серед яких:
- Клеменс (* 23 липня 1879; † 6 листопада 1966), президент уряду в Кельні;
- Ернст (* 8 грудня 1887; † 31 травня 1973), генеральний консул;
- Беате ⚭ Адам Мауріц Август фон Екерманн, генеральний директор ВМС Швеції та начальник військово-морського інженерного корпусу.